# 高松次郎
高松次郎（たかまつ じろう、昭和11年（1936年）2月20日 - 平成10年（1998年）6月25日）は、前衛美術、現代日本美術家。本名は新八郎。

## 経歴
東京都に生まれ、1954年に東京藝術大学絵画科（油画専攻）に入学。在学中は小磯良平に師事した。卒業後の1958年より第10回読売アンデパンダン展へ作品の出品を開始し、以後1959、1961、1962、1963年に出品している。はじめ前衛芸術に傾倒し、中西夏之、川仁宏らと共に、有名な「山手線事件」というハプニングを行った。また中西、赤瀬川原平らと芸術集団ハイレッド・センターを結成し、数多くのパフォーマンスを実践した。
作品はインスタレーションから絵画、彫刻、壁画、写真、映画にまで様々なスタイルに至り、多くの作品が抽象的かつ、反芸術的な色合いが濃いもので、実体の無い影のみを描いた作品「影」シリーズが脚光を浴び、石や木などの自然物に僅かに手を加えただけの作品、遠近法を完全に逆にした作品など、あえて「思考させる」「思考する」ことにより、作品と世界との間に新しい関係を作りだすことに成功し、1960年代以降の日本におけるコンセプチュアル・アートに大きな影響を与えた。
しかし1980年代に登場する「形」シリーズからは作品に飛躍的な展開が見られ、平面空間に線、面、色彩が溢れるようになる。高松は62歳で亡くなるまで20年間以上三鷹にアトリエを構え、病に倒れた後も亡くなる直前まで、このシリーズを追求し続けた。
1968年より多摩美術大学専任講師を務め、1972年から1974年まで東京藝術大学にて美術学部油画科非常勤講師を務めた。1981年「十代の会」の発起人の一人として同会創立に参加。

## 主な作品
- 「遠近法の日曜広場」（1970年）大阪万博日曜広場におけるインスタレーション。
- 「遠近法のテーブル」（1967年）東京都現代美術館他
- 「ガラスの単体」（1971年）東京国立近代美術館他
- 「日本語の文字(この七つの文字)」（1970年）国立国際美術館他
- 「影」の壁画（1967年）サパークラブ・カサドール店内の壁画（倉俣史朗デザイン）
- 「影」の応接室（1974年）西日本シティ銀行(旧福岡相互銀行)本店応接室の壁画（磯崎新設計）
- 「赤ん坊の影NO.387」千葉市美術館蔵[2]

## 著書
- ピーター・パン（Peter Pan） 原作: James M. Barrie、再話	Sarah Ann Nishié　日本語：ラボ教育センター、音楽：Frank W. Becker、吹込：粂文子／田島令子／江守徹／おおぜいの子どもたち／Alan Booth 絵：高松次郎 ラボ教育センター　1974年12月刊
- わんぱく大将トム・ソーヤ TOM SAWYER Prince of Mischief 原作：マーク・トゥエイン、再話：らくだこぶに（谷川雁）、英語：ケイス・シェール、絵：高松次郎、出版社：ラボ教育センター、1977年01月
- 国生み The Birth of Land 英語：C・W・ニコル、再話：らくだこぶに（谷川雁）、絵：高松次郎、出版社：ラボ教育センター、1979年12月
- 鹿踊りのはじまり = The Origin of the Deer Dance 宮沢賢治 著,C・W・ニコル, 英訳,高松次郎 絵  谷川雁 (監修),ものがたり文化の会 2003 (宮沢賢治没後50年記念シリーズ ; 8)
- 不在への問い 水声社 2003/7/1
- 世界拡大計画 水声社 2003/7/1
- 水仙月の四日 = The fourth of the narcissus month 宮沢賢治 著,C・W・ニコル 英訳,高松次郎 絵画  谷川雁 (監修),ものがたり文化の会 2007 (宮沢賢治童話シリーズ ; 2)
- PHOTOGRAPH 朝々舎 2008/9/15
- 高松次郎制作の軌跡 水声社 2015/4/1